# Francesc Macià
Francesc Macià i Llussà (pron. catalana: [frənˈsɛzɡ məsiˈa]; Vilanova i la Geltrú, 21 settembre 1859 – Barcellona, 25 dicembre 1933) è stato un politico e militare spagnolo, popolarmente conosciuto come L'Avi (lett. "Il nonno"). Fu il 122º presidente della Generalitat de Catalunya, e uno dei fondatori del partito Sinistra Repubblicana di Catalogna (Esquerra Republicana de Catalunya, ERC).

## Biografia
Macià entrò nell'esercito spagnolo dove raggiunse il grado di tenente colonnello. Dopo la sua presa di posizione di condanna dell'operato di alcuni ufficiali dell'esercito, pubblicata sul settimanale La Veu de Catalunya e sulla rivista Fets del ¡Cu-Cut!, (1905) è costretto ad abbandonare l'esercito.
Si presentò come candidato alle elezioni del 21 aprile 1907 nelle file di Solidaritat Catalana nel collegio di Barcellona e les Borges Blanques, paese di origine dei genitori.
Venne eletto e la formazione per la quale si presentava ottenne una vittoria rotonda, raggiungendo 44 dei 47 deputati di Catalogna.
Successivamente venne rieletto nel 1914, 1916, 1918, 1919, 1920 e 1923.
Nel corso della sua lunga carriera politica nel 1922 si rese promotore dell'organizzazione del movimento Estat Català, destinato a raggruppare il catalanismo radicale, sulla scia della precedente esperienza della Federació Democràtica Nacionalista, che lo stesso Macià aveva fondato nel 1919.

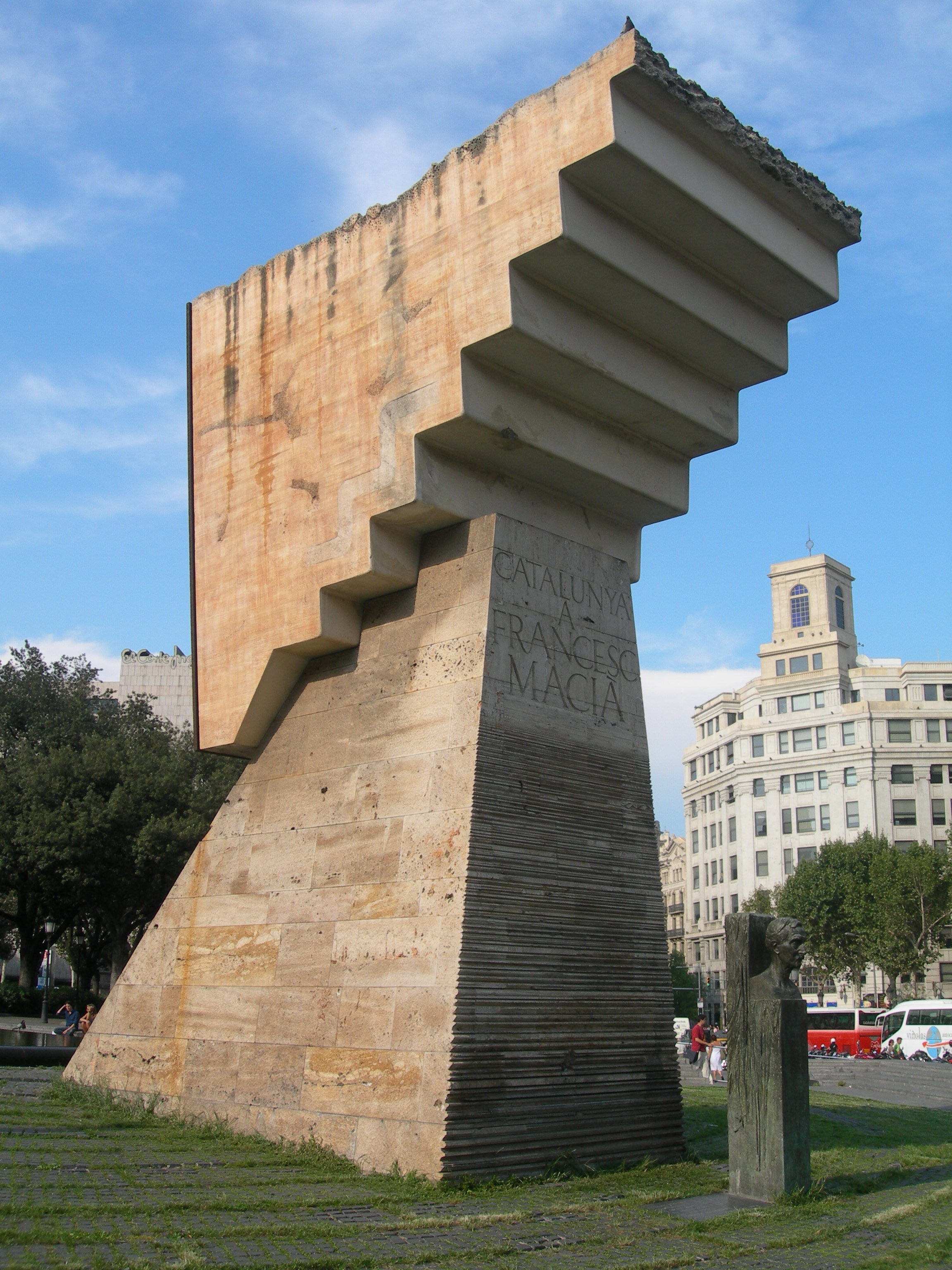
Monumento a Francesc Macià, Presidente della Catalogna.

Nel settembre del 1923, durante la dittatura di Primo de Rivera Macià si rifugiò in Francia a Perpignan.
In questa epoca Macià iniziò ad intessere contatti clandestini con i gruppi anarchici e comunisti catalani, riuscendo ad ottenere l'appoggio economico delle comunità catalane residenti nell'America meridionale. Iniziò a dare il suo appoggio a tutti i movimenti insurrezionali e nel 1925 viaggiò a Mosca per chiedere aiuto al governo comunista russo per organizzare la rivolta in Catalogna.
Vistosi negare l'appoggio dai russi, Macià decise di organizzare da solo l'insurrezione. Nel 1926 la rivolta iniziò da Prats de Molló nel Nord della Catalogna. L'intento insurrezionale fu però arrestato dalla Gendarmeria francese, ma grazie a questa azione Macià iniziò a riscuotere molta popolarità.
Dopo avere trascorso un periodo d'esilio in Belgio e in Argentina, fondò a L'Avana, con la collaborazione di Conangla i Fontanilles, il Partit Separatista Revolucionari de Catalunya, del quale diventò presidente, e approvò il testo della Costituzione di una futura ipotetica Repubblica Catalana (settembre - ottobre 1928).

## Proclamazione della Repubblica Catalana
Caduta la dittatura del generale Primo de Rivera, Macià fece finalmente ritorno in Catalogna il 22 febbraio del 1931 e si iscrisse al partito Esquerra Republicana de Catalunya.

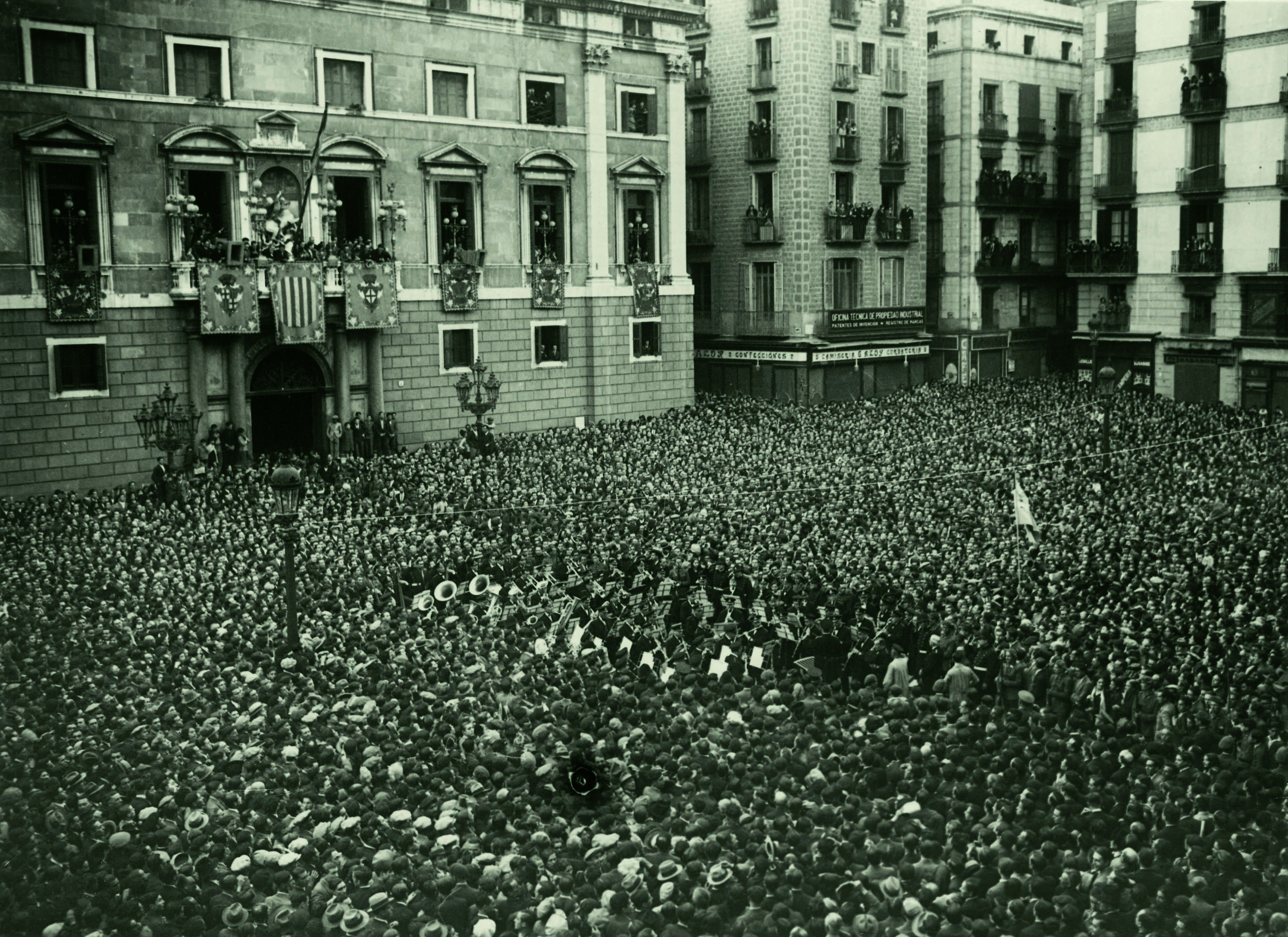
Proclamazione della II Repubblica nella Plaça de Sant Jaume di Barcellona il 14 aprile 1931

Il 14 aprile 1931, dopo la vittoria di Esquerra Republicana de Catalunya alle elezioni municipali, Macià proclamò la Repubblica Catalana, dentro d'una federazione di repubbliche iberiche, in un famoso discorso dal balcone del Palazzo della Generalitat. La proclamazione della Repubblica catalana giunse soltanto alcune ore prima della proclamazione di Niceto Alcalá-Zamora della nascita della Seconda Repubblica spagnola.
L'autoproclamazione preoccupò il governo provvisorio della Seconda Repubblica. Vennero inviati per l'occasione a Barcellona, il 17 aprile del 1931, con l'intento di trovare una mediazione, i ministri Fernando de los Ríos, Marcel·lí Domingo e Lluís Nicolau d'Olwer. La mediazione fu trovata con molti sforzi da entrambe le parti. Macià dovette rinunciare alla Repubblica Catalana in ragione di una nuova forma di ampia autonomia, la Generalitat de Catalunya, antica istituzione d'autogoverno di Catalogna.
Macià fu quindi a capo del governo di Catalogna e fu presidente della Generalitat de Catalunya dal 28 aprile 1931 fino alla sua morte (1933). Il nuovo governo provvisorio catalano aveva come obiettivo principale la redazione di uno statuto di autonomia. Il primo abbozzo fu ultimato a Núria il 20 giugno 1931. Il testo fu sottoposto all'approvazione dei municipi catalani, che si pronunciarono a favore.